# Горнє Імполє
Горнє Імполє (словен. Gornje Impolje) — поселення в общині Севниця, Споднєпосавський регіон, Словенія. Висота над рівнем моря: 433,2 м.